# Slippy McGee (film 1923)
Slippy McGee è un film muto del 1923 diretto da Wesley Ruggles.

## Trama

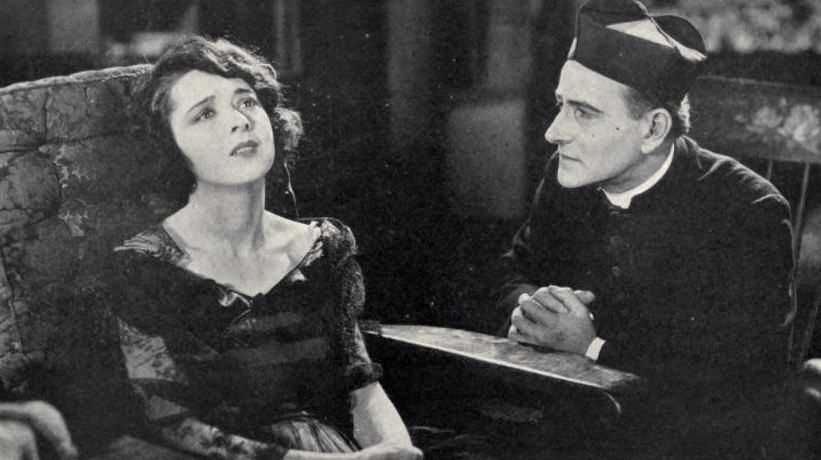
Colleen Moore e Sam De Grasse

In fuga dopo un colpo, Slippy McGee, gravemente ferito, trova rifugio presso padre de Rance. Ma le sue condizioni sono talmente gravi che gli viene amputata una gamba. Accudito e curato da Mary Virginia, lo scassinatore riprende a poco a poco le forze. L'influenza della giovane donna è così forte che Slippy si pente dei suoi sbagli passati e decide di seguire la retta via. Innamorato di Mary Virginia pur se lei ama un altro, Slippy usa il suo talento criminale un'ultima volta per salvare la ragazza da un ricattatore che vuole costringerla a sposarlo. Mary Virginia, ora libera, può sposare Lawrence Mayne, l'uomo di cui è innamorata.

## Produzione
Il film fu prodotto dalla Oliver Morosco Photoplay Company dal giugno a inizio settembre 1921; le scene in esterni furono girate in Mississippi.

## Distribuzione
Il copyright del film, richiesto dalla Oliver Morosco Productions, fu registrato il 21 marzo 1923 con il numero LP18792. Distribuito dalla Associated First National Pictures e presentato da Oliver Morosco, il film uscì nelle sale cinematografiche degli Stati Uniti presentato in prima a New York l'11 giugno 1923.
Non si conoscono copie ancora esistenti della pellicola che viene considerata presumibilmente perduta.